# اچ‌ام‌اس وتران (۱۷۸۷)
اچ‌ام‌اس وتران (۱۷۸۷) (به انگلیسی: HMS Veteran (1787)) یک کشتی بود که طول آن ۱۶۰ فوت ۶ اینچ (۴۸٫۹۲ متر) بود. این کشتی در سال ۱۷۸۷ ساخته شد.